# Esperança do Sul
Esperança do Sul este un oraș în Rio Grande do Sul (RS), Brazilia.